# 施内勒尔孤儿院
施内勒尔孤儿院（德語：Syrisches Waisenhaus），又名叙利亚孤儿院，是从1860年到1940年，在耶路撒冷开设的一所德国新教孤儿院。

## 历史
这是十九世纪在耶路撒冷旧城以外建造的第一批建筑物之一，除此以外的其他建筑物还包括亚伯拉罕葡萄园、戈巴主教学校、平安居所和俄国大院 – 它们为耶路撒冷在19世纪的扩张铺平了道路。
这是一所为数以百计的阿拉伯孤儿和弃儿提供了学术和职业培训的慈善机构，其毕业生在耶路撒冷和中东传播了 "秩序、纪律和德语" 的哲学，也对整个区域的阿拉伯人口产生了强烈的影响。 叙利亚孤儿院是德国南部虔敬主义的产物，后者融合了圣经直译主义、理想主义和宗教个人主义。。
孤儿院向巴勒斯坦、叙利亚、埃及、埃塞俄比亚、亚美尼亚、土耳其、俄罗斯、伊朗和德国的孤儿孤女提供学术和职业培训，使毕业的学生熟练掌握 裁缝、制鞋、雕刻、木工、金工、陶器、装修、印刷、农业和园艺等手艺。1903年，在院内开设了盲人学校，包括宿舍、教室和实习作坊。孤儿院还经营自己的印刷厂和装订厂、面粉厂和面包店、洗衣及缝补店、木工作坊、陶器厂、树木和植物苗圃，以及砖瓦厂。孤儿院位于高地上，四周是高高的石墙，其独特的洋葱圆顶塔、多层建筑，以及装饰的立面，都体现在19世纪中叶欧洲基督教在耶路撒冷的势力和影响。
到第一次世界大战时，孤儿院的占地面积已经增加到150英亩（600杜纳亩）。第二次世界大战初期，英国托管当局驱逐了德国教师，将大院改为封闭的军营，拥有中东最大的弹药储备。 1948年3月17日，英国放弃了阵营，在随后的第一次中东战争期间，哈加拿的埃兹昂尼旅团使用它作为行动基地。在接下来的60年里，该处成为以色列国防军的营地，称为施内勒尔军营。军队在2008年撤出。截至 2011年，大院正在开发为豪华住宅。
2015年，在此处发现了第二圣殿时期后期犹太人定居点的遗迹。2016年, 考古学家发现了古罗马浴室和大型葡萄酒生产设施。